# Ema da Normandia
Ema da Normandia (Normandia, 980 — Winchester, 14 de março de 1052) era a filha do duque Ricardo I da Normandia e de sua segunda esposa, Gunora. Através de seu casamento com Etelredo II de Inglaterra e com Canuto II da Dinamarca, ela foi rainha consorte da Inglaterra, Dinamarca e Noruega.
Ela era a mãe de três filhos, Eduardo, o Confessor, Alfredo Atelingo e Canuto III da Dinamarca e de duas filhas, Goda da Inglaterra e Gunilda da Dinamarca. Mesmo após a morte de seu marido, Ema continuou envolvida na vida social e política dos Estados. Ela é a figura central em Encomium Emmae Reginae, uma fonte para as políticas do século XI.

## Biografia

### Casamento com Etelredo II
Como uma tentativa de pacificar a Normandia, o rei Etelredo II de Inglaterra decidiu se casar com Ema, a filha de Ricardo I, o Duque da Normandia. Invasões viquingues à Inglaterra através da Normandia durante o século X, por isso o casamento esta uma tentativa de união contra dos viquingues.
A partir do casamento, passou a ser chamada de Elgiva, usado em ocasiões formais e se tornou rainha consorte de Inglaterra. Ela recebeu propriedades em Winchester, Rutland, Devon, Suffolk e Oxfordshire e a cidade de Exônia. O casal teve dois filhos, Eduardo, o Confessor, Alfredo Atelingo e uma filha, Goda da Inglaterra.
Quando a Inglaterra foi invadida e conquistada por Sueno I da Dinamarca em 1013, Ema e seus filhos foram para a Normandia, onde logo foram reunidos com Etelredo. Eles retornaram à Inglaterra logo após a morte de Sueno, em 1014.
Etelredo morreu em 1016 em Londres. Seu filho mais velho com a primeira esposa, Etelstano Atelingo, era o herdeiro aparente do trono inglês.Os filhos de Ema estavam em uma posição mais privilegiada do que a dos filhos da primeira esposa de Etelredo, Elgiva. Portanto, Ema tentou fazer com que seu filho mais velho, Eduardo, fosse reconhecido como herdeiro. Apesar desse movimento ser apoiado pelo conselheiro chefe do rei, Edrico, o Aquisitivo, era oposto às intenções de Edmundo II, segundo filho mais velho do rei, levando ele e seus aliados a se revoltarem contra Etelredo.
Em 1015, Canuto, o Grande, o filho de Sueno da Dinamarca, invadiu a Inglaterra. Ele foi obrigado a manter-se fora de Londres, até a morte de Etelredo em abril de 1016, e de Edmundo, em novembro de 1016. Ema tentou manter controle anglo-saxão sobre Londres até que seu casamento com Canuto fosse arranjado. Alguns estudiosos acreditam que o casamento salvou a vida dos herdeiros do antigo rei, pois Canuto tentou se livrar dos pretendentes ao trono, porém poupou a vida dos filhos de Ema.

### Casamento com Canuto
Ele ganhou controle da Inglaterra em 1017. Os filhos de Ema com Etelredo foram enviados à Normandia sobre a tutela do irmão dela. Tornou-se novamente Rainha consorte da Inglaterra e mais tarde, da Dinamarca e Noruega.
Ema não estava particularmente ativada durante os primeiros anos do reinado de Canuto. Contudo, isso mudou em 1020, quando Ema começou a fazer amizades com o clero no continente europeu, assim como se transformou em benfeitora da igreja. Ela desenvolveu um relacionamento com Elfsige de Peterborough, que a aconselhou sobre diversos assuntos espirituais durante a sua vida. Sua relação próxima com a igreja e o clero fortaleceu a reivindicação de seu marido ao trono inglês como um rei cristão.
O livro Encomium Emmae Reginae, sugere que apesar de inicialmente ter sido um casamento político, passou a ser um casamento afetivo.
Eles tiveram um filho, Canuto III da Dinamarca, e uma filha, Gunilda da Dinamarca.

## Filhos

### Conspiração da morte de Alfredo
Em 1036, Eduardo, o Confessor e Alfredo Atelingo, retornaram à Inglaterra do seu exílio na Normandia para visitar a mãe. Durante esse período,eles eram supostamente protegidos pelo meio-irmão, Hardacanuto. Mas Hardacanuto estava envolvido com o seu reino na Dinamarca. Alfredo foi capturado e cegado por ferro quente. Ele morreu dos ferimentos.
Eduardo escapou e voltou para Normandia, somente voltando depois de estar seguro que seria rei.
Encomium Emmae Reginae põe a culpa da captura, tortura e assassinato de Alfredo em Haroldo I de Inglaterra, dizendo que ele queria se livrar de mais dois candidatos ao reino, matando Alfredo e Eduardo. Alguns estudiosos sugerem que o assassino pode ter sido o conde Goduíno de Wessex, que estava viajando com os dois como seu protetor. Outros dizem que Ema pode ter tido algum envolvimento no assassinato do próprio filho.
O que se sabe é Ema mandou uma cartas aos dois, pedindo que fossem visitá-la na Inglaterra. Porém, não há evidência que prove que ela sabia do perigo em que ambos se encontravam.

### Reinado de Eduardo e Hardacanuto
Hardacanuto, filho de Canuto, sucedeu ao trono dinamarquês após a morte do pai em 1035. Cinco anos depois, ele e Eduardo, compartilharam o poder sobre a Inglaterra, após a morte de Haroldo, meio irmão de Hardacanuto. O reino dos dois foi curto, tendo durado apenas dois anos, terminando com a morte de Hardacanuto.
Durante esse reino,Ema teve um papel ativo, servindo de elo entro os filhos. A obra Encomium sugere que ela pode ter tido um papel importante como líder durante a coliderança dos dois meio irmãos.

## Descendência
Com Etelredo II:
- Eduardo, o Confessor;
- Goda da Inglaterra;
- Alfredo Atelingo.

Com Canuto,o Grande:
- Canuto III da Dinamarca;
- Gunilda da Dinamarca.

## Morte e enterro
Após sua morte em 1052, Ema foi enterrada junto com Canuto e Hardacanuto na antiga catedral anglo-saxão Old Minster, em Winchester, sendo transferida para a nova catedral construída após a Conquista Normanda. Durante a Guerra civil inglesa, seus restos foram desenterrados e espalhados no chão da catedral pelas forças parlamentares. Em 2012 o Daily Mail reportou que os arqueologistas da Universidade de Bristol irão usar as mais modernas tecnologias para identificar e separar os ossos misturados.

## Rainha Ema
Como Pauline Stafford nota, Ema é a primeira das primeiras rainhas medievais a ser retratada em modernas representações. Durante o reino de Etelredo, ela provavelmente era apenas uma pessoa representativa, um personificação física do tratado entre o Duque e o Rei. Sendo esposa de Canuto, sua influência aumentou exponencialmente. Até 1043, de acordo com Stafford, Ema era a mulher mais rica da Inglaterra, com terras nas Midlands Orientais e em Wessex. A sua autoridade não estava apenas conectada às suas possessões territoriais, ela também tinha poder de decisão sobre os cargos eclesiásticos da Inglaterra.

## Encomium Emmae Reginae ou Gesta Cnutonis Regis
O livro é dividido em três partes, o primeiro lida com Sueno I da Dinamarca e sua conquista da Inglaterra. O segundo foca em Canuto e fala sobre a derrota de Etelredo, seu casamento com Ema e seu reinado. O último relata os eventos após a morte de Canuto,o envolvimento de Ema no confisco do tesouro real, e a traição do Conde Goduíno. Começa apresentando Ema: Que o nosso Senhor Jesus a preserve, Ó Rainha,que se sobressai sobre todas as outras do seu sexo na amabilidade do seu modo de vida. Ema é  a mais distinta mulher de seu tempo por sua beleza agradável e sabedoria.

### Debate acadêmico
Esse elogio, escreve  Elizabeth M. Tyler, é parte de uma tentativa deliberada de intervir, para o benefício de Ema, nas políticas da corte anglo-dinamarquesa, uma conotação que o público do século XI teria entendido. Essa interpretação contrasta com a de introdução da reimpressão de 1998 da edição de 1949 de Alistair Campbell na qual Simon Keynes diz:
... Enquanto que o leitor moderno espera que o Encomium proporcione o retrato de uma grande e distinta rainha no auge de seu poder ficará desapontado, e pode muito bem se desesperar com um autor que poderia suprimir,representar mal, e adulterar o que sabemos ou pensamos que pode ter sido a verdade.

### Manuscritos
Antes de maio de 2008, acreditava-se apenas existir uma cópia do livro.Todavia,um compêndio do século XIV foi descoberto no Escritório de Registros de Devon,aonde perecia desde da década de 1960. O manuscrito foi leiloado em dezembro de 2008 por £ 600 000 para o uso da Biblioteca Real da Dinamarca. Ao contrário do Liber Vitae, ele não contém nenhuma imagem de Ema. O Liber Vitae Foi completado em 1030, antes da morte de Canuto em 1035. Mostra uma imagem do Rei Canuto e Ema apresentando uma cruz no altar da catedral de New Minster,Winchester. Stafford diz: Não está claro se devemos ler isto como uma representação de uma mulher poderosa e de uma mulher sem poder.
Ema aparece também no livro do século XIII,A vida de Eduardo, o Confessor.

## Na cultura popular
- Na série Vikings: Valhalla, a rainha Ema é interpretada pela atriz alemã Laura Berlin.[21]